# Špela Rogelj

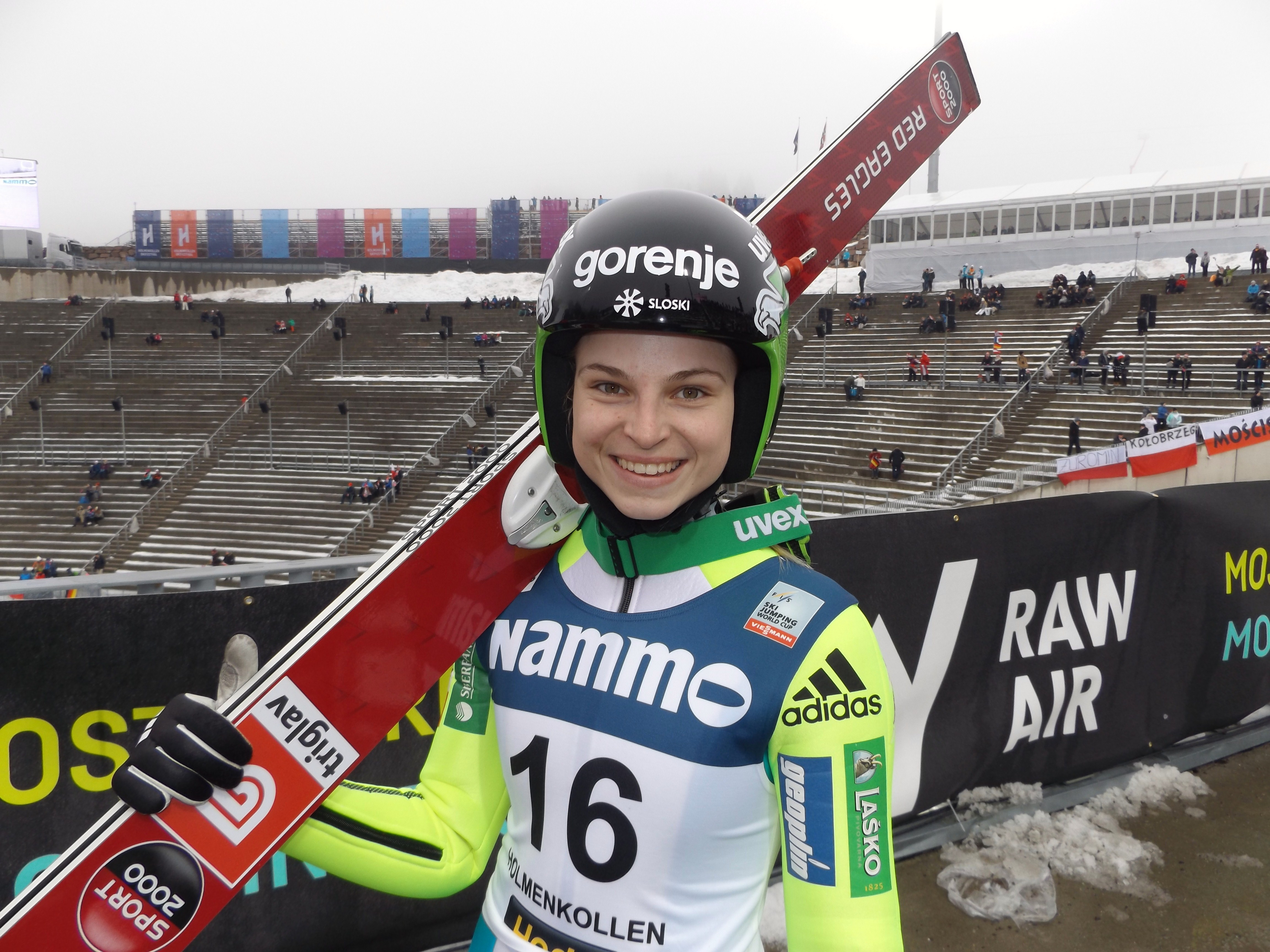
Am Holmenkollen in Oslo am 12. März 2017

Špela Rogelj (* 8. November 1994 in Ljubljana) ist eine ehemalige slowenische Skispringerin. Sie startete für den Verein SSK Costella Ilirija.

## Werdegang
Rogelj gab am 23. Januar 2008 in Toblach ihr Debüt im Skisprung-Continental-Cup. Dabei erreichte sie mit dem 24. Platz auf Anhieb die Punkteränge. Am 24. Januar 2009 gelang ihr auf ihrer Heimatschanze in Ljubno mit dem siebten Platz erstmals der Sprung unter die besten zehn. Bei den Junioren-Weltmeisterschaften 2009 in Štrbské Pleso sprang Rogelj auf den 30. Platz. Nach einem weiteren guten Resultat beim COC in Zakopane gehörte sie zum Kader für die Nordischen Skiweltmeisterschaften 2009 in Liberec, bei der Damenskispringen erstmals ausgetragen wurde. Dabei erreichte sie im Einzel von der Normalschanze den 30. Platz. Bei den Slowenischen Meisterschaften im Skispringen 2009 in Kranj gewann sie hinter Eva Logar die Silbermedaille. Nach weiteren guten Leistungen im Continental Cup, erreichte sie in der Saison 2009/10 den 16. Platz in der Continental-Cup-Gesamtwertung. Bei der FIS-Ladies-Winter-Tournee 2010 kam sie am Ende nach allen Springen auf den 13. Platz der Tournee-Gesamtwertung. Bei den Junioren-Weltmeisterschaften 2010 in Hinterzarten gelang ihr von der Normalschanze der Sprung auf den 16. Platz.
Bei den Nordischen Junioren-Skiweltmeisterschaften 2011 im estnischen Otepää gewann sie im Einzel die Silbermedaille als Zweite hinter Coline Mattel. Bei den Nordischen Skiweltmeisterschaften 2011 in Oslo belegte sie den 21. Platz im Einzelwettbewerb.
Seit dem 3. Dezember 2011 springt Rogelj im neu geschaffenen Weltcup. Bei der Premiere in Lillehammer belegte sie den zehnten Rang. Ihre beste Platzierung in der ersten Saison war Platz acht am 4. Februar 2012 in Hinzenbach. Bei den Nordischen Junioren-Skiweltmeisterschaften 2012 in Erzurum belegte sie den fünften Rang im Einzel und holte die Bronzemedaille mit der slowenischen Mannschaft.
Bei den Nordischen Junioren-Skiweltmeisterschaften 2013 in Liberec belegte sie den siebten Rang im Einzel und wurde zusammen mit Urša Bogataj, Ema Klinec und Katja Požun Junioren-Weltmeisterin im Mannschaftswettbewerb. Im Februar 2013 erzielte sie mit zwei vierten Plätzen in Ljubno und Sapporo ihre zwischenzeitlich größten Erfolge im Weltcup. Bei den Nordischen Skiweltmeisterschaften 2013 in Val di Fiemme belegte sie den 13. Rang im Einzel und den achten Rang im erstmals ausgetragenen Mixed-Teamwettbewerb.
Bei den Nordischen Junioren-Skiweltmeisterschaften 2014 in Predazzo belegte sie den achten Rang im Einzel und holte die Silbermedaille mit der slowenischen Mannschaft. Bei der Olympiapremiere des Damenskispringens in Sotschi belegte sie Rang 26.
Zum Auftakt der Saison 2014/15 gewann sie in Lillehammer am 5. Dezember 2014 ihr erstes Weltcup-Springen. Im weiteren Verlauf dieser Saison holte sie mit drei dritten Plätzen weitere Podestplatzierungen. Im Gesamtweltcup landete sie mit 581 Punkten auf dem vierten Platz und erzielte damit ihre erste Top-Ten-Platzierung. Bei den Nordischen Skiweltmeisterschaften 2015 in Falun belegte sie den zehnten Rang im Einzel und den fünften Rang im Mixed-Teamwettbewerb.
Im Sommer 2015 startete sie bei allen fünf Springen im Grand Prix und erreichte bei jedem Wettbewerb die besten zehn. Mit Platz vier in Almaty und den siebten Platz in der Gesamtwertung erzielte sie jeweils ihre bis dahin besten Ergebnisse. In der Weltcup-Saison 2015/16 holte sie als Dritte in Ljubno ihre fünfte Podestplatzierung im Weltcup.
In der Weltcup-Saison 2016/17 konnte sie nicht an die Leistungen der beiden vorherigen Jahre anknüpfen und erzielte als Neunte in Zaō nur noch eine Top-Ten-Platzierung. Bei ihren fünften Nordischen Skiweltmeisterschaften 2017 in Lahti belegte sie den 22. Rang im Einzelwettbewerb.
In der Saison 2017/18 belegte sie mit der slowenischen Mannschaft bei den ersten beiden Mannschaftsspringen im Weltcup der Frauen die Plätze fünf in Hinterzarten und zwei in Zaō. Ihre beste Einzelplatzierung in dieser Saison waren zwei neunte Plätze im Rahmen des Lillehammer Triple 2017. Bei den Olympischen Winterspielen 2018 in Pyeongchang belegte sie im Einzelwettbewerb auf der Normalschanze den 22. Platz.
Bei den Weltmeisterschaften 2019 in Seefeld in Tirol belegte sie mit der slowenischen Frauen-Mannschaft den vierten Platz und erreichte im Einzel Rang 22. Bei den Nordischen Skiweltmeisterschaften 2021 in Oberstdorf gewann sie im Mannschaftswettbewerb mit Nika Križnar, Urša Bogataj und Ema Klinec die Silbermedaille.
Bei den Olympischen Winterspielen in Peking wurde sie im Einzelwettbewerb Neunte.
Mit dem Weltcupspringen in Oberhof am 13. März 2022 beendete Rogelj ihre aktive Laufbahn. Sie ist nun als Mitarbeiterin von Agnieszka Baczkowska, der Materialkontrolleurin der Damen, aktiv.

## Erfolge

### Weltcupsiege im Einzel
| Nr. | Datum            | Ort         | Typ           |
| --- | ---------------- | ----------- | ------------- |
| 1.  | 5. Dezember 2014 | Lillehammer | Normalschanze |

### Weltcupsiege im Team
| Nr. | Datum           | Ort    | Typ           |
| --- | --------------- | ------ | ------------- |
| 1.  | 23. Januar 2021 | Ljubno | Normalschanze |

## Statistik

### Weltcup-Platzierungen
| Saison  | Platz | Punkte |
| ------- | ----- | ------ |
| 2011/12 | 17.   | 165    |
| 2012/13 | 11.   | 387    |
| 2013/14 | 20.   | 221    |
| 2014/15 | 04.   | 581    |
| 2015/16 | 10.   | 415    |
| 2016/17 | 17.   | 271    |
| 2017/18 | 19.   | 175    |
| 2018/19 | 21.   | 228    |
| 2019/20 | 22.   | 150    |
| 2020/21 | 19.   | 179    |
| 2021/22 | 12.   | 371    |

### Grand-Prix-Platzierungen
| Saison | Platz | Punkte |
| ------ | ----- | ------ |
| 2012   | 37.   | 005    |
| 2013   | 22.   | 073    |
| 2014   | 14.   | 033    |
| 2015   | 07.   | 180    |
| 2016   | 15.   | 056    |
| 2017   | 08.   | 149    |
| 2018   | 12.   | 104    |
| 2019   | 10.   | 078    |
| 2020   | 07.   | 036    |
| 2021   | 19.   | 077    |

### Continental-Cup-Platzierungen
| Saison  | Platz | Punkte |
| ------- | ----- | ------ |
| 2007/08 | 68.   | 007    |
| 2008/09 | 24.   | 141    |
| 2009/10 | 16.   | 277    |
| 2010/11 | 13.   | 335    |
| 2011/12 | 05.   | 211    |
| 2019/20 | 42.   | 076    |